# Земская почта Чердынского уезда
Зе́мская по́чта Че́рдынского уе́зда — земская почта, организованная земской управой Чердынского уезда Пермской губернии. Земская почта Чердынского уезда существовала с 1870 года по 1918 год. В уезде выпускались собственные земские почтовые марки.

## История почты
Чердынская уездная земская почта была открыта 16 ноября 1870 года.
Обеспечивая почтовой связью из уездного центра города Чердыни все 22 волости Чердынского уезда, Чердынская уездная земская почта осуществляла регулярную (2 раза в неделю) доставку почтовых отправлений по семи главным почтовым трактам в юго-западном, северном и восточном направлениях:
- Чердынь — Губдор — В. Мошево — Уролка — Коса — Юксеево — Кочёво — Юм — Юрла — Усть-Зула,
- Чердынь — Бондюг,
- Чердынь — Пянтег,
- Чердынь — Покча — Вильгорт — Искор — Бахари — Сыпучи — Кутимский завод,
- Губдор — В. Язьва,
- Юксеево — Гаины — Усть-Чикурья,
- Искор — Ныроб — Корепино — Тулпан.

1 июля 1895 года была начата доставка почты между Чердынским и Соликамским уездами. Вначале почта направлялась через Юрлу в Чердынском уезде и Белоево в Соликамском 
уезде, затем вместо Белоево почта стала доставляться до Кувинского завода (Кувы).
Уездная земская почта продолжала работать и при Советской власти. Лишь в августе 1918 года ей на смену пришла Чердынская уездная советская почта.

### Заведующие уездной земской почтой
Должности заведующих Чердынской уездной земской почтой занимали:
- Антипин М. Я. (1889—1897)[4]
- Козлов А. В. (5 апреля 1910—21 июня 1913)[5]

## Выпуски марок
Первые почтовые марки земской почты Чердынского уезда появились в почтовом обращении 1 января 1889 года. Марки номиналом 1, 2, 3, 4 и 10 копеек продавались:
… в г. Чердыни — в уездной земской управе или заведующим земской почтой, а в уезде — в местных волостных правлениях волостными старшинами.
В обращении также были разрезанные пополам марки и марки с надпечаткой нового номинала. На большей части выпущенных земских марок были изображены губернский и уездный гербы.
После 1 января 1901 года земские марки уезда служили исключительно для оплаты доставки простых частных почтовых отправлений. С 1902 года марки печатались в Чердынском уезде и в Экспедиции заготовления государственных бумаг.
После установления в Чердынском уезде Советской власти в обращении оставались земские марки прежних выпусков номиналом 4, 8 и 10 копеек до августа 1918 года, когда были выпущены почтовые марки Чердынской уездной советской почты с оригинальным рисунком номиналом 10 копеек. Известны также 3 типа земских почтовых облаток.

## Гашение марок
Гашение земских марок Чердынского уезда производилось чернилами и разнообразными штемпелями: овальными, круглыми, и т. д.